# شلیک به هدف (فیلم ۱۹۹۸)
شلیک به هدف (به انگلیسی: Point Blank) یک فیلم اکشن، جنایی و درام آمریکایی محصول سال ۱۹۹۸ به کارگردانی مت ارل بیسلی با بازی میکی رورک و دنی ترخو است. این فیلم در لوکیشنی در فورت ورث، تگزاس فیلمبرداری شده است.

## داستان
گروهی از فراریان از زندان یک مرکز خرید را تصرف می‌کنند و …